# Kanadischer Biber
Der Kanadische Biber oder Amerikanische Biber (Castor canadensis)  gehört zur Gattung Biber (Castor) aus der  Ordnung der Nagetiere (Rodentia). Er ist nah mit dem Europäischen Biber (Castor fiber) verwandt und manche Zoologen betrachten  beide als Unterarten nur einer Art. Allerdings ist er meist größer und er hat 40 Chromosomen, während der Europäische Biber 48 hat.
Der kanadische Biber ist das Nationaltier Kanadas und auf der kanadischen Fünf-Cent-Münze abgebildet. Dennoch wird er in manchen Teilen Kanadas als Schädling betrachtet.

## Vorkommen

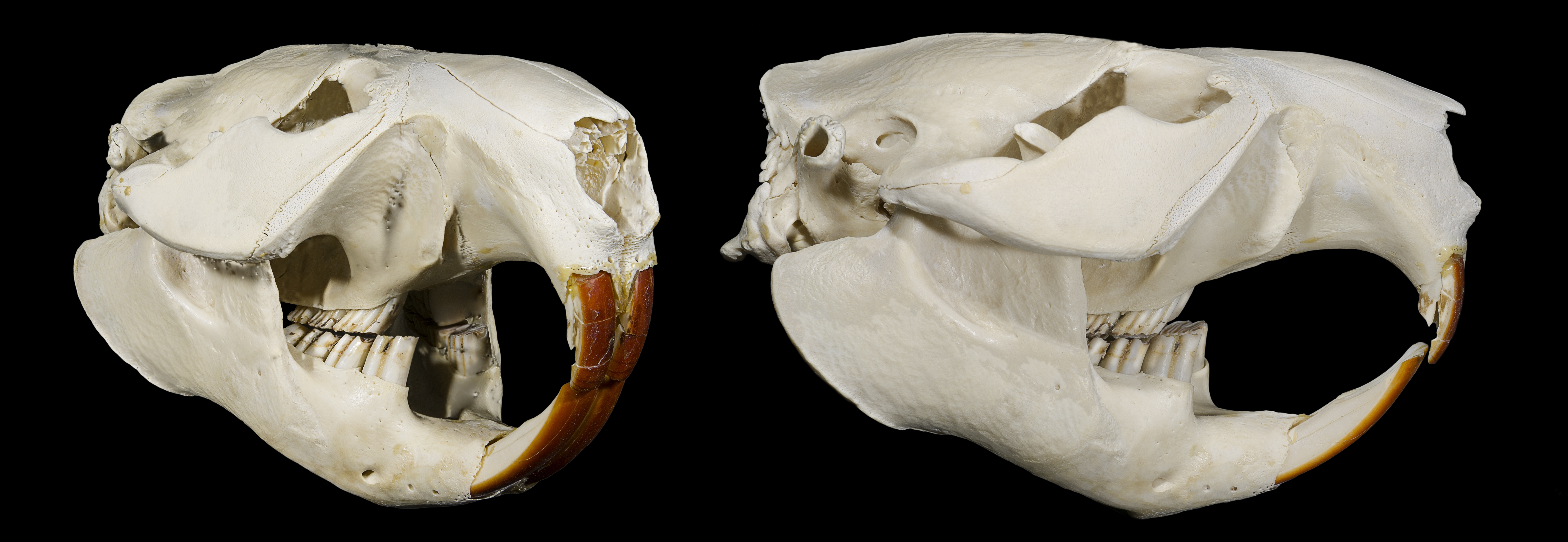
Schädel

Der kanadische Biber war ursprünglich in ganz Kanada mit Ausnahme der nördlichsten Gebiete, in dem ganzen Festland der USA mit Ausnahme Nevadas, des größten Teils von Florida, des Nordens von Kalifornien und einiger angrenzender trockener Gebiete verbreitet. Darüber hinaus kam er in einem schmalen Streifen in Nordmexiko vor, wo er heute so gut wie ausgestorben ist. Auch in einigen Teilen der USA, etwa in weiten Teilen Delawares, im Osten von Massachusetts oder der Westhälfte von Ohio ist er heute ausgerottet. In insgesamt 15 von 49 Bundesstaaten der USA in denen er ursprünglich vorkam, gab es vor allem durch übermäßige Bejagung keine Biber mehr. Heute ist er durch natürliche Ausbreitung und Auswilderung in allen Staaten, in denen er ursprünglich vorkam, zumindest in kleineren Populationen wieder vertreten. Die IUCN stuft ihn daher als ungefährdet ein.
Durch eine Ansiedlung von Kanadischen Bibern in Feuerland im Jahre 1946 mit dem Ziel der Pelztiernutzung kam es aufgrund von fehlenden Fressfeinden zu einer schnellen Verbreitung des Bibers in diesem Gebiet. Im Jahr 2019 wurde die Zahl der kanadischen Biber in Feuerland auf 110.000 Tiere geschätzt.
Außerdem kommt der kanadische Biber durch Aussiedlung heute in Europa in Teilen Finnlands sowie in Kamtschatka vor.

## Lebensweise

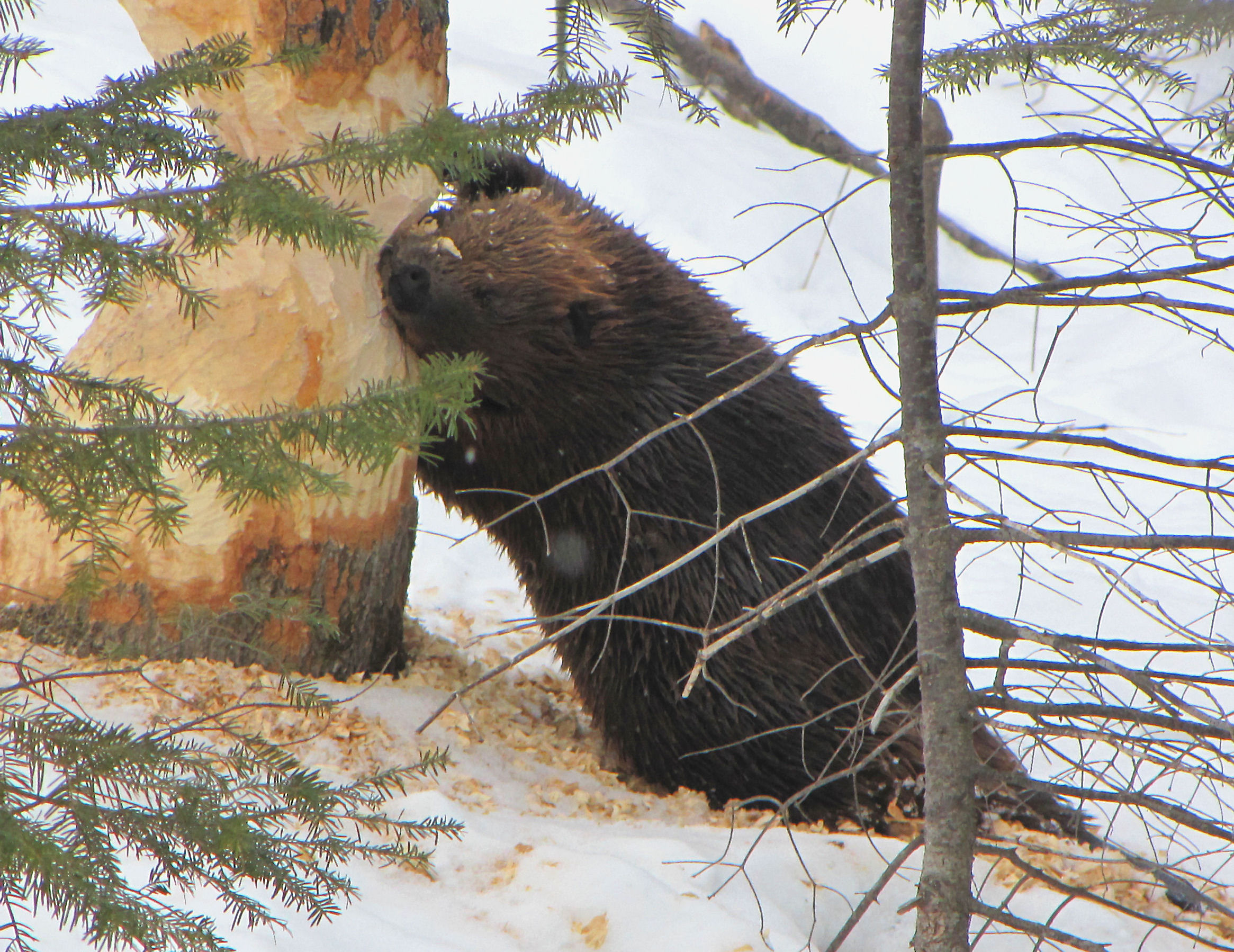
Amerikanischer Biber beim Benagen eines Baums

Die Lebensweise des kanadischen Bibers unterscheidet sich kaum von der des europäischen Bibers. Er kann ebenfalls Bäume fällen, um damit größere Biberstaudämme zu bauen.

## Biber und Mensch
Während der Zeit der Besiedlung durch die Europäer wurden Biberhaar (Kastorhüte) und Biberfell schnell zu einer begehrten Handelsware. Auf dem Höhepunkt des Biberpelzhandels wurden jährlich etwa 200.000 Biberfelle nach Europa exportiert. Gegen 1900 ging der Handel mit Biberpelzen dann stark zurück, nicht nur weil Biber etwas aus der Mode kam, sondern weil es auch in ganz Nordamerika immer weniger Tiere gab. In vielen Gebieten Nordamerikas gab es in der ersten Hälfte des 20. Jahrhunderts keine Biberpopulationen mehr.
Erst um 1930 begann langsam ein Umdenken in Kanada. Die Biberjagd wurde für viele Jahre verboten und die Bestände erholten sich wieder. Es wurden sogar Biber in Regionen Kanadas, in denen sie ausgerottet waren, wieder angesiedelt, so dass es heute wieder fast überall in Kanada eine gesunde Biberpopulation gibt, die auch bejagt wird.
In weiten Teilen Kanadas ergeben sich aufgrund der dünnen Besiedlung nur wenige Konflikte mit dem Menschen. Wo er aber durch das Fällen und Annagen von Bäumen sowie durch Dammbauten dem Menschen lästig wird, schreckt man vor einer Bekämpfung nicht zurück.
In Deutschland dürfen Kanadische Biber von Privatpersonen weder gezüchtet noch angeboten, feilgehalten, abgegeben oder zur Abgabe vorrätig gehalten werden.